# SCE Studio Liverpool
SCE Studio Liverpool, tidigare Psygnosis, är en brittisk datorspelsutvecklare grundad 1984 i Liverpool. Företaget grundades bland annat av personer som tidigare arbetade för spelföretaget Imagine Software.
Företaget är en av Europas ledande utvecklare av TV-/dator-spel med över hundra prisbelönta spel bakom sig. Företaget köptes upp 1993 av Sony och spelade en nyckelroll vid lanseringen av Playstation 1995. Under andra halvåret 1998 köpte Eidos Interactive upp Psygnosis europadel medan USA-delen absorberades av Sony. Sedan 2000 utvecklas inga spel till PC under varumärket Psygnosis längre.
Nedläggningen av SCE Studio Liverpool meddelades av Sony den 29 januari 2010.
SCE Studio Liverpool lades ned 22 augusti 2012.
2013 bestämde sig flertalet av utvecklarna från SCE Studio Liverpool att starta två nya företag: Firesprite och Playrise Digital.

## Utvecklade och/eller utgivna spel
- 1988 - Menace
- 1989 - Baal
- 1989 - Ballistix
- 1989 - Barbarian
- 1989 - Blood Money
- 1989 - Never Mind
- 1989 - Obliterator
- 1989 - Stryx
- 1989 - Shadow of the Beast
- 1990 - Infestation
- 1991 - Armour-Geddon
- 1991 - Atomino
- 1991 - Lemmings
- 1991 - Obitus
- 1992 - The Carl Lewis Challenge
- 1993 - Bram Stoker's Dracula
- 1993 - Creepers
- 1993 - Hired Guns
- 1993 - Innocent Until Caught
- 1993 - Lemmings 2: The Tribes
- 1994 - Ecstatica
- 1994 - Hexx: Heresy of The Wizard
- 1994 - Last Action Hero
- 1994 - All New World of Lemmings
- 1994 - Theatre of Death
- 1994 - Flink
- 1995 - Blue Ice
- 1995 - Draker
- 1995 - Defcon 5 (Millennium)
- 1995 - Destruction Derby
- 1995 - Discworld
- 1995 - Guilty (Innocent Until Caught 2)
- 1995 - Lemmings for Windows 95
- 1995 - Wipeout
- 1996 - Wipeout 2097
- 1996 - Toy Story
- 1997 - Overboard!
- 1998 - Wipeout 64
- 1998 - Psybadek
- 1999 - Wip3out
- 2000 - Tricks N' Treasures
- 2002 - Wipeout Fusion
- 2005 - Wipeout Pure
- 2007 - Wipeout Pulse
- 2008 - Wipeout HD
- 2009 - Wipeout HD Fury (DLC)